# Francis Falala
Pour les articles homonymes, voir Falala.
Francis Falala, né le 2 février 1955 à Reims (Marne), est un homme politique français. Il a été élu conseiller général de la Marne lors de quatre mandats successifs (1988, 1994, 2001, et 2008).

## Biographie

### Famille
Né le 2 février 1955 à Reims, il est le fils de Huguette Falala (née Labbat) et de Jean Falala, ancien député de la Marne (1967 à 2002), et ancien maire de Reims (1983 à 1999). Francis Falala est aussi le petit-fils de Marcel Falala, conseiller général de la Marne, conseiller municipal de Reims, et député de la Marne (1958 à 1960).

### Formation et carrière privée
Francis Falala est avocat de formation. Après avoir passé son baccalauréat en 1973, il étudie à l’Université de Reims (Faculté de Droit et des Sciences économiques de Reims) et obtient une maîtrise de droit privé en 1977. Il devient Conseil juridique avec mentions de spécialisations en droit fiscal et droit des sociétés puis avocat en exercice libéral de 1992 à 2002, date de son élection comme député de la Marne.

## Carrière publique

### Conseiller général de la Marne de 1988 à 2015
Élu du 2e canton de Reims en 1988 et réélu trois fois, Francis Falala est, au sein du conseil général membre de la Commission des Affaires sociales, et Président du Comité Local d’Insertion. Il siège aussi aux conseils d’administration des collèges Maryse-Bastié, Rogelet, Saint-Michel et Jeanne-d’Arc.

### Conseiller régional de Champagne-Ardenne de 1992 à 2002
Au sein du conseil régional de Champagne-Ardenne, il a principalement participé aux Commissions des Transports (jusqu’en 1998), des Finances, et des Lycées (il siégeait au conseil d’administration du lycée Joliot-Curie). Il a notamment été pendant trois ans représentant de la région Champagne-Ardenne sur la mission TGV Est.

### Député de la Marne
Francis Falala est élu pour la XIIe législature, le 16 juin 2002, député de la première circonscription de la Marne. Il gagne sous la bannière UMP et contre la candidate socialiste Laurence Sartor par un score de 54,57 % contre 45,43 %. 
Durant son mandat, Francis Falala mènera ses travaux parlementaires en étant notamment membre de la Commission des Affaires culturelles, familiales et sociales, membre de la mission sur le tabac, des groupes de travail sur l’amiante, les biocarburants, et les industries mécaniques. 
Avec 2 586 questions écrites posées au gouvernement entre le 2002 et mi-2006, il est le deuxième député le plus actif de l'Assemblée nationale sur ce critère.
Depuis janvier 2007, Francis Falala se présente sans étiquette : c’est ainsi qu’il a été réélu en mars 2008 conseiller général. Il se présente aux législatives  partielles à la suite de la démission de Renaud Dutreil. Il est battu avec près de 21 % des voix.